# Hundra år av ensamhet (TV-serie)
Hundra år av ensamhet (spanska: Cien Años de Soledad) är en colombiansk historisk dramaserie som hade premiär på Netflix under 2024. Serien som består av 16 avsnitt är baserad på Gabriel García Márquezs roman från 1967 med samma namn.

## Handling
Serien utspelar sig i den lilla colombianska byn Macondo där sju generationer av familjen Buendía levt.

## Rollista (i urval)
- Claudio Cataño
- Jerónimo Barón
- Santiago Vásquez
- Marco González
- Leonardo Soto
- Susana Morales
- Ella Becerra
- Moreno Borja
- Carlos Suárez